# Minerve (réacteur)
Pour les articles homonymes, voir Minerve.
Minerve est un réacteur nucléaire de recherche français d'une puissance thermique de 100 watts, de type « piscine », en référence au  réservoir d'eau à l'intérieur duquel se déroulent les expériences. Il utilise de l'uranium enrichi comme combustible nucléaire et de l'eau ordinaire pour son refroidissement. 
Le réacteur Minerve a été construit au centre d'études nucléaires de Fontenay-aux-Roses au Fort de Châtillon en 1958 après les premières expériences nucléaires du commissariat à l'Énergie atomique (CEA) sur la pile Zoé. Mis en service le 29 septembre 1959, Minerve est arrêté le 30 avril 1976 et déménagé au centre de Cadarache en 1977,. Le réacteur est alors reconstruit dans une piscine en acier inoxydable de 120 m3. Il est installé dans le même bâtiment que le réacteur Eole. Le hall qui contient ces deux réacteurs constitue une enceinte de confinement « à fuites contrôlées ».
En 2013, Minerve est encore utilisé à Cadarache pour des expériences de neutronique, l'étude et à la mise au point du cœur du réacteur et la formation au contrôle d'un réacteur nucléaire.
Selon l'Autorité de sûreté nucléaire, la pile atomique Minerve est l'installation nucléaire de base n°95 (INB 95), devenue INB 42-U durant sa phase de démantèlement.
Il est arrêté définitivement en 2017 et son démantèlement doit commencer en 2024.